# Fiescheralp
 (mai 2023).
Si vous disposez d'ouvrages ou d'articles de référence ou si vous connaissez des sites web de qualité traitant du thème abordé ici, merci de compléter l'article en donnant les références utiles à sa vérifiabilité et en les liant à la section « Notes et références ».
Fiescheralp est une station de ski sans auto, située sur le territoire de la commune de Fiesch, dans le canton du Valais, en Suisse.
Fiescheralp fait partie du domaine d'Aletsch Arena. La station (2 227 m) est reliée depuis 1965 par un téléphérique depuis Fiesch (1 074 m) dans la vallée. Un téléphérique plus performant fut construit en 1974 en parallèle à cette remontée mécanique déjà existante.

## Caractéristiques
Il n'existe pas de piste de ski à proprement parler pour redescendre dans la vallée. Toutefois, un itinéraire est praticable quand l'enneigement naturel le permet. Un deuxième itinéraire part de l'extrémité ouest du sous-domaine, emprunte la piste de luge de 13 km de long, pour rejoindre Lax dans la vallée. Ce village est quant à lui relié par la route et par le train Glacier Express à Fiesch.
Depuis l'arrivée des téléphériques, le domaine d'altitude commence. Un téléphérique rejoint le sommet du sous-domaine et d' Aletsch Arena au Eggishorn (2 869 m), duquel une vue directe sur le Glacier d'Aletsch est permise. Plus exposé au vent que les autres remontées, il n'est pas toujours en opération. Cela explique que l'étroite piste noire - la seule du sous-domaine - qui part en son sommet n'est pas souvent ouverte. Le télésiège 6-places débrayable Talegga dessert depuis 2010 la partie la plus orientale du domaine d'Aletsch Arena, et atteint 2 710 m d'altitude. De là part une piste rouge pas toujours bien damée, qui ramène sur le télésiège Heimatt. Une autre piste bleue rejoint la station. Le télésiège 4-places débrayable Heimatt rejoint les hauteurs de la station à 2 300 m. La remontée principale du sous-domaine reste toutefois le télésiège 4-places débrayable Flesch, construit en 1993. Celui-ci monte à 2 629 m d'altitude, et dessert avec plus de 400 m de dénivelé la majorité des pistes de Fiescheralp.
Deux courts téléskis pour débutants sont installés dans la station, et permettent de rejoindre le téléphérique pour les skieurs revenant des stations voisines d'Aletsch Arena. Deux courts téléskis complètent l'offre à l'ouest de la station.
Fiescheralp est généralement la première station d'Aletsch Arena à ouvrir en début de saison, avec le télésiège Flesch.